# One Call Away (Chingy)
One Call Away è il terzo singolo del rapper statunitense Chingy, pubblicato nel 2004 come estratto dall'album di debutto Jackpot. È stato prodotto dai Trackstarz e vi ha partecipato il cantante R&B e Attore Jason Weaver, più noto con lo pseudonimo di J-Weav.

## Informazioni
Dopo il successo di "Right Thurr" e "Holidae In", "One Call Away" ha dimostrato d'essere anch'esso un ottimo singolo: ha infatti raggiunto la posizione n.2 nella Billboard Hot 100, la n.3 nella Hot R&B/Hip-Hop Songs  e la n.1 nella Hot Rap Tracks. In Regno Unito ha raggiunto la posizione n.26.
Il testo originale della canzone presenta tre strofe, sebbene nel videoclip la terza sia assente.

## Videoclip
Il videoclip include un cameo del giocatore di pallacanestro "Hot Sauce". Inizia con Chingy a bordo della sua auto, che ad un tratto è costretto a fermarsi a un casello. Qui nota che a servirlo c'è una bella ragazza (interpretata dall'attrice Keshia Knight Pulliam) e quindi, senza farsi notare, nel momento in cui le porge i soldi per il pagamento vi allega un biglietto con su scritto il suo numero di telefono. Lei lo guarda sorridendo facendogli segno che ha capito, e lui prosegue per la sua strada. Il giorno dopo Chingy viene effettivamente richiamato, difatti la scena successiva vede lui e la ragazza in una stanza intenti a giocare ad alcuni videogiochi e a scambiarsi intensi sguardi. I due continuano a sentirsi per telefono anche in seguito quando un giorno, durante una partita di basket alla quale sta giocando maldestramente lo stesso Chingy, questi nota che sugli spalti è seduta proprio lei, la ragazza del casello. Dopo un'azione impacciata che per fortuna non desta attenzioni, Chingy riesce a far colpo eseguendo un ottimo passaggio da una notevole distanza e a prendersi anche gioco del suo avversario con un'abile finta. Va quindi dalla ragazza e si offre di invitarla a casa sua. Una volta arrivato, il rapper va a farsi una doccia e quando esce, vede la ragazza ad attenderlo sul suo letto in biancheria intima, segno che ormai lui ha fatto colpo. A questo punto, il videoclip si conclude sulle note di "Chingy Jackpot", traccia presente nell'album.

## Tracce
CD
1. One Call Away (Edit)
2. Bagg Up (Clean version)

## Posizioni in classifica
| Chart (2004)                          | Posizione massima |
| ------------------------------------- | ----------------- |
| Billboard Hot 100 (USA)               | 2                 |
| Billboard Hot R&B/Hip-Hop Songs (USA) | 3                 |
| Billboard Hot Rap Tracks (USA)        | 1                 |
| RIANZ Singles Chart (Nuova Zelanda)   | 3                 |
| ARIA Singles Chart (Australia)        | 5                 |
| World Singles Top 40                  | 23                |
| Irish Singles Chart (Irlanda)         | 25                |
| Official Singles Chart (UK)           | 26                |
| Swiss Singles Top 100 (Svizzera)      | 46                |
| France Singles Top 100 (Francia)      | 51                |
| Germany Singles Top 100 (Germania)    | 88                |